# Pasapalabra
Pasapalabra és un concurs de televisió espanyol que s'emet des de l'any 2000. Originalment s'emetia pel canal Antena 3, on va romandre fins a 2006. Un any després, el 2007, el programa es va mudar a Telecinco, que el va emetre des d'aquest mateix any fins a 2019. Després, el concurs va acabar tornant a Antena 3 des del 13 de maig de 2020. Està basat en el format original britànic The Alphabet Game. Dos concursants que hi participen intenten acumular en diverses proves amb paraules, que serviran per tenir més temps per respondre a totes les definicions de la prova final, anomenada «El rosco».
Té l'honor de ser el concurs que va lliurar el premi més important de la televisió a Espanya en castellà (2.190.000 euros) el maig de 2006 a Antena 3. Quant als  presentadors, era conduït al mateix canal per Silvia Jato, Jaime Cantizano i Constantino Romero. Quan va traspassar a Telecinco, la productora va incorporar canvis al format perquè els drets del programa pertanyien a l'antiga cadena i així també es va cercar un nou rostre per al concurs. Llavors es va anomenar Christian Gálvez, exreporter de Caiga quien caiga, programa també emès al canal de Mediaset.
Des de l'estrena a Telecinco, el concurs presentat per Christian Gálvez es va emetre de dilluns a divendres al capvespre al primer canal de Mediaset Espanya, liderant la franja d'emissió diàriament. El juliol de 2017, el programa va ser eliminat de la graella els dissabtes i diumenges per cedir el lloc a Viva la vida, tal com va passar anteriorment amb el programa de Maria Teresa Campos, ¡Qué tiempo tan feliz!.
L'1 d'octubre de 2019, després d'un llarg conflicte pels drets d'emissió del concurs contra ITV Global Entertainment, el Tribunal Suprem va ordenar a Mediaset España cessar immediatament l'emissió del programa. Mediaset va comunicar que no prendria una decisió final fins que rebessin una sentència. Aquesta mateixa tarda, després de rebre-la, Mediaset va comunicar públicament que aquesta seria acatada de manera immediata i que aquest mateix dia s'emetria el seu últim programa, que va ser substituït per El Tirón.
El 19 de desembre de 2019, es va publicar que Atresmedia havia arribat a un acord amb ITV Studios per a l'emissió del programa des de 2020. D'aquesta manera, Pasapalabra va tornar a Antena 3, cadena en què es va estrenar vint anys abans. En aquesta etapa, Buendía Estudios va produir el programa al costat de la pròpia ITV, a la qual se sumaria als dos propers mesos, la productora Boomerang TV, arran de l'acord d'aquesta amb ITV Studios, pel qual Boomerang TV produiria a Espanya, tots els formats d'entreteniment de la companyia britànica. El 31 de desembre de 2019, es va anunciar que el programa tornaria en el segon trimestre de 2020, substituint a ¡Boom!, el que suposaria la redistribució tant de l'esmentat concurs com de ¡Ahora caigo! a la graella de la cadena. El 14 d'abril de 2020 va anunciar que Roberto Leal seria el presentador.
Així, des de la seva tornada a Antena 3 el 13 de maig de 2020 i fins a l'actualitat,  Roberto Leal presenta el concurs.
Destacar que el 2010 va ser guardonat amb el Premis Ondas pels seus deu anys de succés a la televisió. El 18 de juliol de 2013 el programa va entregar el premi més alt de la història de Telecinco (1.674.000 euros).

## Història

### Primera etapa (2000 – 2006)
Va començar a emetre's l'any 2000 a Antena 3. El programa era presentat per Sílvia Jato, llevat durant l'etapa del seu embaràs, quan Constantino Romero la va reemplaçar. Era el concurs de televisió amb més audiència. El major premi que es va atorgar en aquesta etapa va ser d'1.023.000 euros.

### Segona etapa (2006)
El programa va continuar emetent-se a Antena 3, però la partida de Silvia Jato a Telecinco va provocar el canvi de presentador. El nou presentador va ser Jaime Cantizano. Durant aquesta curta etapa del programa, es va lliurar el major premi que un concurs de televisió espanyol havia lliurat mai. El premi va ser de 2.190.000 euros, que va rebre Eduardo Benito.
L'audiència va disminuir considerablement, motiu pel qual Antena 3 va decidir retirar el concurs després de 1.282 emissions en els seus sis anys.

### Tercera etapa (2007 – 2019)
El 2007, Telecinco va adquirir els drets del programa a Espanya. El programa és presentat per Christian Gálvez (exreporter de Caiga quien caiga). En aquesta etapa va haver-hi un petit canvi en la mecànica del concurs: sempre s'enfronten un concursant amb una concursant, encara que des del setembre de 2012, poden enfrontar-se dos concursants del mateix sexe (igual que quan era emès per Antena 3).
Pasapalabra es va emetre des del 3 de desembre de 2007 habitualment de dilluns a diumenge. No obstant això, des de la fi de 2009, va deixar d'emetre's els caps de setmana per deixar pas al programa de María Teresa Campos ¡Qué tiempo tan feliz!.
El primer premi de l'actual etapa, xifrat en 96.000 euros, va ser lliurat el 6 agost de 2007 a la concursant Marta Serra, de Màlaga. El segon premi més alt del programa, en la nova etapa de Telecinco, és d'1.524.000 euros que va ser lliurat a César Garrido, emès el 24 febrer de 2012, després de romandre en el programa durant 29 dies. A més, el tercer premi de852.000 euros, va ser lliurat a Carlos Villalba, el 23 febrer de 2011.
L'arquitecta Paz Herrera té el rècord de permanència (55 programes consecutius), encara que no va guanyar el pot, seguida per l'enginyer superior de telecomunicacions Carlos Adán (45 programes), que tampoc es va emportar el pot, i pel paracaigudista asturià José Manuel Lúcia (37 programes), que es va endur 396.000 €.
Juan Pedro Gómez, un operador de grua del sector de la construcció que a causa de la crisi econòmica va perdre el seu lloc de treball, es va emportar el 18 de juliol de 2013 el premi més alt de la història de Telecinco que ascendia a 1.674.000 euros, superant així el rècord que ostentava el concursant César Garrido.
El programa va cessar les emissions l'1 d'octubre de 2019, com a conseqüència d'una sentència del Tribunal Suprem que així ho ordenava, després del litigi iniciat per la cadena britànica ITV. L'últim programa es va saldar amb la participació dels concursants Rafa Castaño i Orestes Barber, que van continuar competint a El tirón.

### Quarta etapa (des del 2020)
Després de mesos de negociacions entre ITV Studios i Mediaset Espanya per recuperar el format, finalment va ser Atresmedia que va aconseguir fer-se de nou amb els drets de Pasapalabra. Així, Antena 3 emetria de nou el programa catorze anys després, aquesta vegada produït per la mateixa ITV al costat d'Atresmedia Studios. A més, el concurs comptaria amb Roberto Leal com a presentador.

## Escala de premis

### Premis més alts
- 8 de maig del 2006: Eduardo Benito (Pasapalabra Antena 3). Premi: 2.190.000 euros.[19]
- 10 d'octubre de 2016: David Leo García (Pasapalabra - Telecinco). Premi: 1.866.000 euros.[20]
- 1 de juliol de 2021: Pablo Díaz (Pasapalabra Antena 3). Premi: 1.828.000 euros.[21]
- 18 de juliol del 2013: Juan Pedro Gómez (Pasapalabra Telecinco). Premi: 1.674.000 euros.[22]
- 22 de gener de 2019: Francisco José González (Pasapalabra - Telecinco). Premi: 1.542.000 euros.[23]
- 24 de febrer del 2012: César Garrido (Pasapalabra Telecinco). Premi: 1.524.000 euros.[24]
- 27 de maig de 2014: Paz Herrera (Pasapalabra - Telecinco). Premio: 1.310.000 euros.[25]
- 19 de desembre de 2017: Antonio Ruiz (Pasapalabra - Telecinco). Premi: 1.164.000 euros.[26]
- 17 de març del 2004: Manuel Romero (Pasapalabra Antena 3). Premi: 1.023.000 euros.[27]
- 23 de febrer del 2011: Carlos Villalba (Pasapalabra Telecinco). Premi: 852.000 euros.[28]
- 14 d'abril de 2003: Ernesto García (Pasapalabra - Antena 3). Premi: 555.000 euros.[29]
- 24 de setembre del 2009: Antonio García (Pasapalabra Telecinco). Premi: 450.000 euros.[30]
- 19 d'abril del 2009: José Manuel Lucia (Pasapalabra Telecinco). Premi: 396.000 euros.[31]
- 21 de maig del 2012: Alberto Izquierdo (Pasapalabra Telecinco). Premi: 374.000 euros.
- 13 de desembre del 2009: Rubén (Pasapalabra Telecinco). Premi: 366.000 euros.
- 19 de febrer del 2015: Luis Esteban (Pasapalabra Telecinco). Premi: 354.000 euros.
- 12 de març del 2010: Laura Gonzalo (Pasapalabra Telecinco). Premi: 282.000 euros.[32]
- 16 de juny del 2009: Jon Iñaki Aguado (Pasapalabra Telecinco). Premi: 282.000 euros.[33]
- 17 de juny del 2010: María José Hernanz (Pasapalabra Telecinco). Premi: 180.000 euros.
- 1 de setembre del 2010: Rosi (Pasapalabra Telecinco). Premi: 162.000 euros.
- 10 de juliol del 2009: Javier Granda (Pasapalabra Telecinco). Premi: 108.000 euros.[34]
- 10 de gener del 2010: Francisco Javier Ajo (Pasapalabra Telecinco). Premi: 102.000 euros.
- 6 d'agost del 2007: Marta Sierra (Pasapalabra Telecinco). Premi: 96.000 euros.[35]

### Més permanència
1. Pablo Díaz (260 programes) Primer programa: 26 de juny de 2020 - Últim programa: 1 de juliol de 2021
2. Francisco José González (168 programes) Primer programa: 2 d'abril de 2018 - Últim programa: 22 de gener de 2019
3. Antonio Ruiz (127 programes) Primer programa: 25 de maig de 2017 - Últim programa: 19 de desembre de 2017
4. Jerónimo Hernández (121 programes) Primer programa: 6 d'agost de 2015 - Últim programa: 18 de febrer de 2016
5. David Leo García (109 programes) Primer programa: 8 de març de 2016 - Últim programa: 10 d'octubre de 2016

## Equip
L'equip de Pasapalabra, una producció de Xanela Producciones, està encapçalada actualment per Ángel Baviano, productor executiu; Rafa Guardiola, director; Javi Anel, productor; David Flecha, realitzador, i Christian Gálvez, presentador.

## Edició especial
Des del 18 d'agost i fins a l'1 de setembre del 2011, es van emetre diversos programes especials de Pasapalabra en la nit dels dijous, amb nous continguts i amb els millors concursants que no reeixir completar El Rosco de la versió diària del programa. El programa va comptar amb DJ's, ballarins i hostesses, que donaven aquest punt d'espectacle que el diferenciava de la versió diària.
Emportar-se els 300.000 euros d'«El Rosco» o acumular la quantitat més gran de diners possible en les diferents proves va ser la doble opció que feia esperar els concursants de Pasapalabra que van incloure dues noves proves i una mecànica adaptada. A més a més de poder guanyar 1.000 euros per cada segon acumulat, els concursants es van enfrontar als següents desafiaments: La pista, Letra a letra, En pocas palabras, ¿Cómo se dice?, Del tirón i el El Rosco

## Format internacional
França, Itàlia, Regne Unit, Portugal i Argentina compten actualment amb les seves pròpies versions del programa. Colòmbia va comptar fa uns anys amb una pròpia versió, "Pasapalabras", transmesa per RCN Televisión i conduïda per la presentadora de notícies Jessica de la Peña.

## Premis i reconeixements
Pasapalabra va ser guardonat en l'edició 2010 dels Premis Ondas amb el Premi Especial del Jurat «per la consolidació d'un format que ha marcat una dècada d'èxit a la televisió i per dignificar l'entreteniment divulgatiu». Va guanyar el TP d'Or al millor concurs el 2001, 2002, 2003, 2004, 2008, 2009 i 2010; i va ser nominat a aquesta categoria l'any 2000, 2007 i 2011.